# Родригес Гомес, Клаудио
Кла́удио Родри́гес Го́мес (порт.-браз. Cláudio Rodrigues Gomes более известный, как Гуга порт.-браз. Guga; родился 29 августа 1998 года в Рио-де-Жанейро, Бразилия) — бразильский футболист, защитник клуба «Флуминенсе».

## Биография
Гуга — воспитанник клубов «Ботафого» и «Аваи». 4 февраля 2018 года в матче против «Крисиумы» состоялся его дебют за основной состав последнего. 15 февраля в поединке против «Бруски» Гуга забил свой первый гол за «Аваи». 14 апреля в матче против «Вила-Нова» он дебютировал в бразильской Серии B. В начале 2019 года Гуга перешёл в «Атлетико Минейро». 28 апреля в матче против своего бывшего клуба «Аваи» он дебютировал в бразильской Серии А.
Летом 2020 года московский «Спартак» вёл переговоры о трансфере игрока, но в итоге «красно-белые» отказались от сделки.